# تولا (تانسیلا)

تولا شهری در شهرستان تانسیلا در استان بانوا در بورکینافاسوی غربی است و جمعیت آن ۱,۴۰۷ نفر است.